# Assad ibn al-Furat
Assad ibn al-Furat (arabe : أسد بن فرات), également orthographié Asad ibn al-Furat, né en 759 à Harran (actuelle Turquie) et mort en 828 à Syracuse, en Sicile, est un juriste et théologien de l'Ifriqiya.

## Biographie
Sa famille est originaire de Harran (Mésopotamie) mais son père avait ensuite émigré en Ifriqiya, alors constituée de la Tunisie, de l'Est algérien et de l'Ouest libyen. Le nom Assad signifie « Lion » en arabe et son nom complet « Lion fils de l'Euphrate ».
Assad étudie la religion à Médine auprès de Mâlik ibn Anas et de son élève Ibn Wahb, fondateurs de l'école malikite, puis est envoyé par l'imam Mâlik à Koufa, auprès de Mouhammad Al-Shaybânî, après avoir reconnu en lui des qualités compatibles avec les pratiques des hanafites.
Il résume ses conceptions juridiques dans Assadiyya qui aura une grande influence en Ifriqiya.
Grand savant malikite et hanafite, il fait partie des « successeurs des successeurs », deuxième génération après l'époque du prophète Mahomet. Il est nommé cadi de Kairouan par les Aghlabides, alors vassaux des Abbassides. Il entre en conflit avec Ziadet-Allah Ier (816-838) auquel il reproche son mode de vie trop luxueux. Il est alors nommé chef d'une expédition contre la Sicile byzantine. Assad, avec les troupes arabes, arrive en Sicile en 827. Après une victoire sur les troupes byzantines, l'armée musulmane arrive jusqu'aux portes de Syracuse mais ne peut toutefois pas conquérir la ville. Assad y meurt de la peste.
En tant qu'hanafite, Assad a joué un rôle majeur dans les règlements de conflits entre les malikites de Kairouan. Il sut affermir la théorie juridique hanafite comme base de la jurisprudence dans l'Ifriqiya des Aghlabides. Bien que le rite malikite soit né à Médine, Assad Ibn al-Furat et Sahnun Ibn Sa'id, fondateur de l'école malikite ifriqiyenne, ont su le reformuler à Kairouan.